# Lima de aquí a cien años
Lima de aquí a cien años es una novela epistolar peruana de ciencia ficción, escrita por Julián Manuel del Portillo, publicada por entregas (entre julio de 1843 y enero de 1844) en el diario El Comercio. Es considerada tanto la primera novela peruana, como la primera publicación de ciencia ficción.
La novela está enmarcada dentro del canon estilístico de mediados del siglo XIX, con características de novela gótica y de ciencia ficción, con elementos fantásticos, de utopía y anticipación. Como referencia, la primera novela de Julio Verne (que fue también su primera obra de ciencia ficción, París en el siglo XX) fue escrita recién en 1859.
En la novela, Artur y su amigo Carlos aparecen en la Lima y el Cusco de 1943, tras cien años de inconsciencia provocada por un genio. Ven que Inglaterra ya no es la potencia mundial de antaño, que Rusia ahora es la primera potencia mundial gracias a su colaboración con China, y que el Perú es ahora un país altamente desarrollado. Intercambian cartas entre ellos, transportadas por naves aéreas que diariamente unen ambas ciudades. Cusco tiene una arquitectura fantástica: se ha construido una gigantesca pirámide de 225 pisos y 3 kilómetros de altura, y una biblioteca que alberga 12 millones de libros. Un túnel parte de Arequipa, atraviesa un volcán, y llega hasta el interior de la pirámide. Estas ideas hacen de la novela, también, la primera utopía arquitectónica.